# Chitumbo Mwali
Chitumbo Mwali (ur. 11 kwietnia 1986) – zambijski szachista, mistrz międzynarodowy od 2007 roku.

## Kariera szachowa
W 2006 roku zdobył tytuł Mistrza Afryki Juniorów, a w 2007 roku zdobył srebrny medal na czwartej szachownicy podczas Igrzysk Afrykańskich. Po zwycięstwie w kwalifikacjach do Pucharu Świata w Zambii w 2021, zakwalifikował się do gry w Pucharze Świata w Szachach 2021, w pierwszej rundzie został pokonany przez Hajka Martirosjana. Wygrał Zambijskie kwalifikacje do udziału w Pucharze Świata 2023, gdzie został pokonany przez Mustafa Yılmaz w pierwszej rundzie. Dwukrotnie reprezentował Zambię na olimpiadzie szachowej w 2006 i 2014 roku.
Jest księgowym i trenerem szachowym.
Najwyższy ranking w dotychczasowej karierze osiągnął 1 kwietnia 2024 roku, z wynikiem 2379 punktów.